# Widzenia nad Zatoką San Francisco
Widzenia nad Zatoką San Francisco – zbiór 33 esejów Czesława Miłosza wydanych w 1969 r. przez Instytut Literacki w Paryżu jako 177 tom  Biblioteki „Kultury”. Pierwsze wydanie krajowe ukazało się w 1989 roku
Książka ukazuje bogactwo i różnorodność przestrzeni geograficznej Ameryki oraz specyfikę ducha amerykańskiego w rozległym i złożonym aspekcie kulturowym.

## Okoliczności powstania
Pierwszy okres pobytu Miłosza w Ameryce to lata służby dyplomatycznej w Waszyngtonie 1946–1949. Drugi, nieporównanie ważniejszy, to okres od 1960 r., od chwili powierzenia mu wykładów na zaproszenie Uniwersytetu Kalifornijskiego w Berkeley. Otrzymawszy stanowisko profesora języków i literatur słowiańskich, osiadł w Stanach Zjednoczonych na stałe. „Widzenia nad Zatoką San Francisco” są swoistym eseistycznym podsumowaniem kilkuletnich doświadczeń i obserwacji pisarza wyniesionych z pobytu w Ameryce. Według Miłosza „nie tyle chodzi o Amerykę, co o cywilizację dwudziestego wieku, w jej kalifornijskiej odmianie. Zamiast reportażu otrzymujemy wyprawę w głąb siebie, wewnętrzny portret kogoś, komu wypadło żyć w epoce globalizacji i pierwszego lądowania człowieka na Księżycu”.

## Wykaz rozdziałów
1. O moim zamiarze
2. O miejscu, gdzie jestem
3. Co czuje się wobec zbyt dużego obszaru
4. Symboliczne góry i lasy
5. Wspomnienie pewnej miłości
6. O skutkach nauk przyrodniczych
7. Krótka dygresja o kobiecie jako przedstawicielce Natury
8. Religia i przestrzeń
9. O pewnej chorobie trudnej do nazwania
10. Migracje
11. Zdarzenia w Kalifornii
12. O tamtym stuleciu
13. O westernie
14. „Ja i oni”
15. Wizerunek bestii
16. Co jest moje?
17. O zgiełku wielu religii
18. O katolicyzmie
19. Carmel
20. Do Robinsona Jeffersa
21. Seks dostarczony
22. O cenzurze
23. O agonii Zachodu
24. Bezkształtne i nowe
25. Ewangeliczny wysłannik
26. Czarni
27. O Henrym Millerze
28. Ja, motor, ziemia
29. O cnocie
30. O tańcu śmierci i nierówności ludzi
31. Rozdział, w którym autor przyznaje się, że jest po stronie ludzi w braku czegoś lepszego
32. Odradzanie się utopii: Herbert Marcuse
33. O emigracji do Ameryki tudzież jakby podsumowanie

## Wydania polskie
- Paryż: Instytut Literacki, 1969, 1980, 1988
- Warszawa: Głos, 1980
- Warszawa: Krąg, 1981
- Kraków: Wydawnictwo Literackie, 1989
- Kraków: Wydawnictwo Literackie; Znak, 2000

## Przekłady na języki obce
- Snoviđenja nad zalivom San Francisko, Gornji Milanovac: Dečje Novine, 1982
- Visions from San Francisco Bay, Manchester: Carcanet New Press 1982
- Visions from San Francisco Bay, New York: Farrar, Straus and Giroux 1982, 1983
- Visions de la baie de San Francisco, Paris: Editions Fayard 1986
- Privind dinspre Golful San Francisco, Pitești: Paralela 45, 2007
- Visionen an der Bucht von San Francisco, Frankfurt am Main: Suhrkamp 2008

## Wybrane recenzje
- Gębala Stanisław, Poznawanie Miłosza, „Zdanie” 1990, nr 1, s. 54-56
- Gorczyńska Renata: "Widzenia nad Zatoką San Francisco" po trzydziestu latach, „Zeszyty Literackie” 2000, nr 4, s. 137-141
- Kowalski Marek Arpad, „Przegląd Tygodniowy” 1989, nr 42, s. 13
- Mazur Aneta, Wizjonerzy. Portret podwójny, „Opole” 1990, nr 5/6, s. 17-19
- Myszkowski Krzysztof, Inne okolice, „Kwartalnik Artystyczny” 2000, nr 2, s. 202-203
- Pawelec Dariusz, Rodzinna Ameryka?, „Twórczość” 1990, nr 4, s. 107-110
- Węgiełek Janusz, Lubię, kiedy poeta..., „Nowe Książki” 1990, nr 6, s. 40-41
- Zaleski Marek, Żywy pośród żywych, „Książki. Gazeta” 2000, nr 8, s. 4